# Romina Del Plá
Romina Del Plá (2 de abril de 1972) es una docente, sindicalista y militante trotskista argentina. Directora escuela media 8 de ciudad evita.Es dirigente de la agrupación de docentes Tribuna Docente y militante del Partido Obrero. En las elecciones legislativas de 2017 integró la lista del Frente de Izquierda y de los Trabajadores y obtuvo una banca de diputada nacional por la provincia de Buenos Aires.

## Biografía

### Familia, infancia y adolescencia
Hija de militantes, Del Plá proviene de una familia obrera. Su madre Nora Biaggio era maestra y su padre Miguel Del Plá, tornero. Es sobrina del también militante y exdiputado provincial de Salta, Claudio del Plá.
Unos meses antes de que comience la dictadura de 1976, el grupo peronista de extrema derecha conocido como Triple A había amenazado a su padre, quien integraba la comisión interna de la empresa metalúrgica en la que trabajaba. Producido el golpe de Estado, la familia se trasladó a la ciudad de Córdoba como parte de las decisiones del Partido Obrero (que por entonces tenía el nombre de Política Obrera) para mantener el trabajo político de esa organización de forma clandestina. Desde la edad de cuatro años, vivió y se educó en este contexto de persecución por motivos de la militancia de sus padres.
En 1982 su padre fue detenido y torturado por el gobierno de facto. En Buenos Aires se produjeron movilizaciones reclamando por su libertad, lo que sucedió unos meses más tarde. Esa situación causó una crisis familiar que derivó en la separación de sus padres. En paralelo, con la apertura democrática del país, el partido resuelve conformarse como una fuerza política nacional legal, y se planteó la tarea de conseguir las afiliaciones necesarias en una serie de provincias. Por esa razón, Miguel partió a Santa Cruz a cumplir esta función, mientras Romina quedó en Buenos Aires. Por esa época consiguió varios empleos, como el de cafetera en un mercado de frutas y verduras.
Al comenzar sus estudios secundarios con 13 años inició su militancia en el Partido Obrero, y se convirtió en activista estudiantil y dirigente, integrando la comisión directiva de los centros de estudiantes de Morón. Los intereses y lecturas acumulados por esos años produjeron interés por la historia, por lo que proseguió sus estudios en esa disciplina en la Facultad de Filosofía y Letras de la Universidad de Buenos Aires, de donde egresó con el título de profesora de historia.

### Trayectoria docente
Desde 1992 ejerció la docencia en escuelas medias de La Matanza. Si bien la enseñanza no era su objetivo inicial, cuando comenzó con el oficio pedagógico no pudo abandonarlo. En sus propias palabras, «Me empezó a ganar la docencia, y más en un distrito así que es un mundo aparte. Empezó a ser muy interesante como forma de trabajo, como desafío en las realidades sociales que uno vive, la diversidad en cuanto a la población que uno recibe -en todos los niveles y edades- y, ligado a la actividad sindical, me fue ganando a esa tarea. Vivo, trabajo y milito en La Matanza hace muchos años sin haber nacido allí.»

### Actividad gremial
Por su dedicación militante Del Plá se convirtió rápidamente en dirigente de la agrupación Tribuna Docente y en activista del SUTEBA, el gremio de los docentes de la Provincia de Buenos Aires. Allí fue delegada en su colegio, primero, e integrante de la Comisión Directiva del sindicato entre 2000 y 2003. En el año 2013 resultó elegida Secretaria General de la seccional La Matanza, cargo en el que fue reelegida en 2017.
Durante las elecciones provinciales de SUTEBA en 2017 cobró notoriedad mediática por ser la cabeza de la lista que enfrentó al dirigente sindical Roberto Baradel. Del Plá fue candidata a Secretaria General por la lista Multicolor, un frente de quince agrupaciones de izquierda y combativas dentro del gremio. Su abordaje político se basó en promover un movimiento denominado "antiburocrático", planteando la necesidad de que la conducción sindical debe ser "independiente de cualquier gobierno de turno". En ese sentido, en una entrevista con Infobae señaló: «no se puede estar de los dos lados del mostrador: si estás del lado del gobierno sos funcionario y si estás del lado de los trabajadores serás representante sindical». En esa misma entrevista también se opuso a la perpetuación en las dirigencias sindicales.

### Campaña por el aborto legal, seguro y gratuito
Como dirigente nacional del Plenario de Trabajadoras, agrupación de mujeres ligada al Partido Obrero y al Frente de Izquierda, impulsó el derecho al aborto y abogó por la separación de la Iglesia del estado. Fue una de las primeras cuatro firmantes y una de sus principales impulsoras del Proyecto de Ley de Interrupción Voluntaria del Embarazo,  presentado en el Congreso Nacional en 2018, el cual contó con cifra récord de adherentes dentro de la cámara baja.

## Historial electoral
|  | 5,34 % |

|  | 2,16 % |

|  | 6,82 % |